# Андрула Васіліу
Андрула Васіліу (грец. Ανδρούλλα Βασιλείου; нар. 30 листопада 1943, Пафос, Кіпр) — кіпрська і європейська політична діячка, колишній європейський комісар з охорони здоров'я. З лютого 2010 до 1 листопада 2014 року обіймала посаду європейського комісара з питань освіти, культури, багатомовності та молоді.
Васіліу бере дуже активну участь в соціальних і культурних галузях, зокрема в рамках ООН та ЄС. На Кіпрі вона обіймала багато важливих посад і була членом рад багатьох державних і приватних компаній.